# Kalskär (vid Kirjais, Nagu)
Kalskär är en ö nära Kirjais i Nagu,  Finland. Den ligger i Skärgårdshavet i Pargas stad i den ekonomiska regionen  Åboland i landskapet Egentliga Finland, i den sydvästra delen av landet. Ön ligger omkring 3 kilometer öster om Kirjais, 10 kilometer sydost om Nagu kyrka, 39 kilometer söder om Åbo och omkring 160 kilometer väster om Helsingfors. Närmaste allmänna förbindelse är förbindelsebryggan vid Kirjais som trafikeras av M/S Nordep och M/S Cheri.
Öns area är 3,8 hektar och dess största längd är 300 meter i sydöst-nordvästlig riktning.